# Jorge Edwards
Jorge Edwards (29. června 1931, Santiago de Chile – 17. března 2023) byl chilský diplomat a spisovatel.

## Životopis
Studoval právo a filozofii na Universidad de Chile v Santiagu de Chile a následně postgraduálně na Princetonu. Jako diplomat sloužil v Bruselu, Havaně, Limě a Paříži. Po vojenském puči odešel v roce 1973 na pět let do španělského exilu. Za své literární dílo obdržel řadu ocenění, především v roce 1994 chilskou národní cenu a v roce 1999 „Premio Cervantes“.
V období 1994 až 1996 byl chilským velvyslancem při UNESCO; 2010 ho prezident Sebastián Piñera jmenoval velvyslancem ve Francii.

## Dílo (výběr)

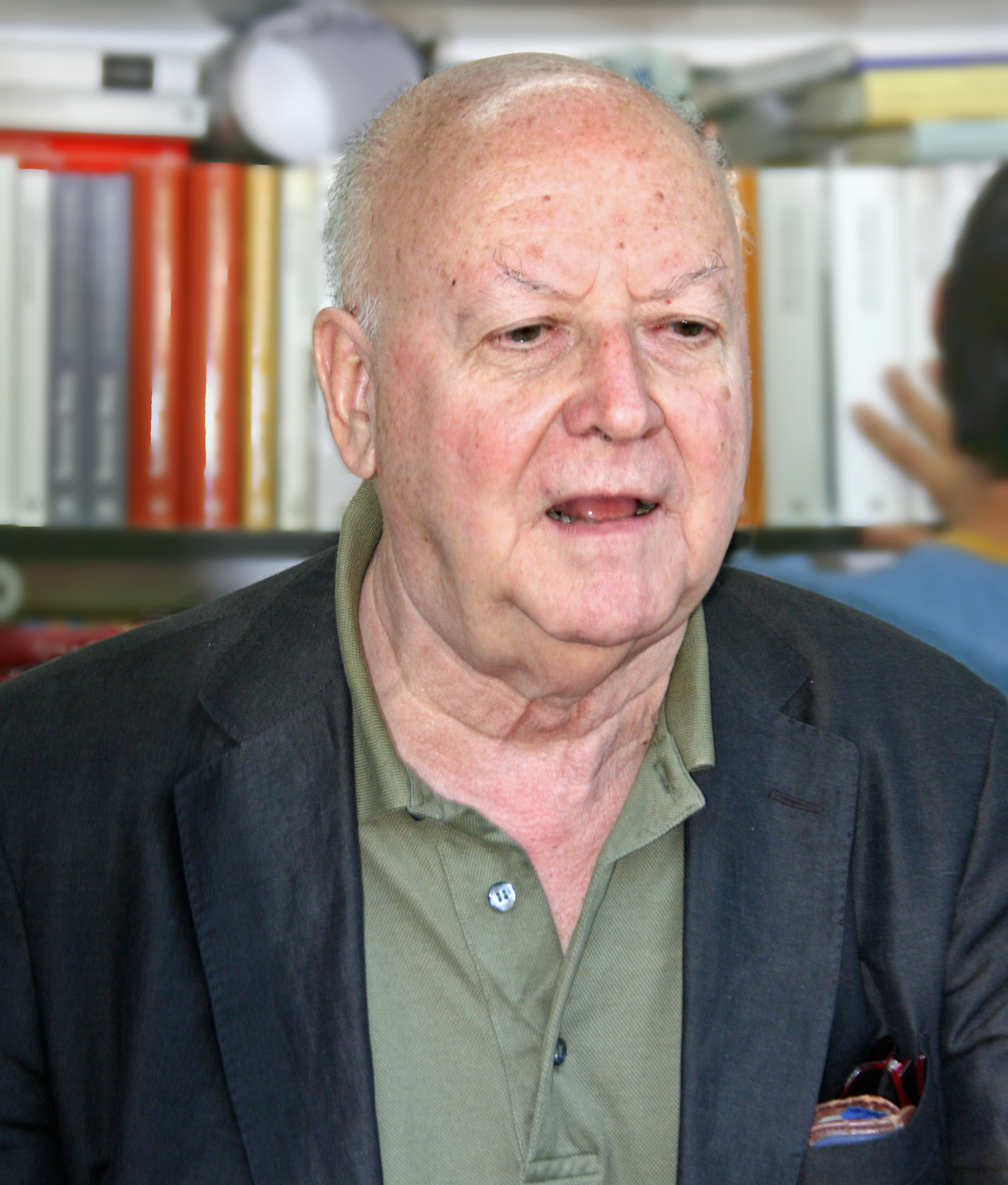
Jorge Edwards (2008)

- El peso de la noche (1965)
- Persona non grata (1973)
- Los convidados de piedra (1978)
- El museo de cera (1981)
- La mujer imaginaria (1985)
- El anfitrión (1988)
- El origen del mundo (1996)
- Jorge Edwards (2008)El sueño de la historia (2000)
- El inútil de la familia (2004)
- La casa de Dostoievsky (2008)
- La muerte de Montaigne (2011)